# دلب غربي
الدلب الغربي أو صنار اجنار (باللاتينية: Platanus occidentalis) نوع من الأشجار المعمرة متساقطة الأوراق من جنس الدلب، يتبع الفصيلة الدلبية (بالإنجليزية: Platanaceae)‏.

## الموئل والانتشار
الموئل الأصلي للدلب الغربي هو أمريكا الشمالية.
تتواجد الشجرة في البيئات النهرية، إلى جانب أشجار الحور والصفصاف. ومع ذلك، فهي قادرة تماماً على البقاء والنجاح في التربة الجافة.

## الوصف النباتي
تحمل أوراق الدلب الغربي بالتناوب على الجذع. الأوراق مفصصة بشكل غائر. النبات أحادي المسكن. الثمار كروية محاطة بأهداب.